# Eriococcus adenostomae
Eriococcus adenostomae är en insektsart som beskrevs av Edward MacFarlane Ehrhorn 1898.
Eriococcus adenostomae ingår i släktet Eriococcus och familjen filtsköldlöss. Inga underarter finns listade i Catalogue of Life.